# Dària
Dària és una sèrie estatunidenca de comèdia animada que paròdia el gènere del drama per a adolescents creada per la guionista Glenn Eichler i produïda per l'estudi d'animació MTV Animation. La sèrie fou emessa pel canal MTV a partir del 1997 fins al 2002, constant aquesta de 65 episodis i dues pel·lícules (Daria in 'Is It Fall Yet?', Daria in 'Is It College Yet?'). Destaca que mitjançant les diverses referències culturals criticava la cultura popular dels Estats Units d'Amèrica. L'estil de l'animació era el 2D.
El personatge principal és la Dària Morgendorffer, una adolescent intel·ligent i irònica, la vida de la qual transcorre entre els problemes típics de l'institut i la societat de classe mitjana.
Dària fou una de les sèries més reeixides de MTV, i ha estat ressenyada positivament durant la seva emissió. La sèrie Daria és una sèrie derivada de Beavis and Butt-head.
Glenn Eichler digué a una entrevista que Daria fou creada amb la intenció de ser una paròdia de l'educació secundària i que no pretenia que tinguera una història agradable de cap manera, sinó que mostrara que la vida no és justa.
El 2018, MTV va anunciar un reinici de la sèrie que s'anomenaria Daria & Jodie.

## En català
Dària fou emesa en català per 3xl.cat. L'actriu Isabel Muntané va doblar a la Dària.

## Personatges
- Daria Morgendorffer (Tracy Grandstaff[13]): és la protagonista i és intel·ligent i irònica. Es manté lluny d'allò que fa la majoria. Porta ulleres i al llevar-se-les no experimenta la sensació de ser bella.[14] Es caracteritza pel seu cinisme, misantropia i feminisme.[15]
- Jane Lane (Wendy Hoopes[13]): és l'única amiga de Daria. Comparteix els comentaris de la seua amiga i els agrada el mateix programa de televisió, "Sick Sad World".[5]
- Trent
- Helen (Wendy Hoopes[13])
- Jake (Julián Rebolledo[13])
- Quinn (Wendy Hoopes[13])
- Brittany
- Kevin
- Mr. O'Neill
- Sandi
- Tommy Sherman[16]

## Ambientació
A una entrevista de l'any, el coautor Glenn Eichler descriví la localització inespecificada com a "un suburbi a la meitat de l'Atlàntic, fora d'algun lloc com Baltimore o Washington, DC. Ells podrien haver viscut a Pennsilvània prop de Philadelphia Main Line, així i tot."

## Rebuda
Daria rebé ressenyes positives durant la seua exposició al públic. John J. O'Connor de The New York Times va escriure sobre l'estrena de la sèrie, "Amb esta nova sèrie, Daria de manera triomfal aconsegueix l'última risa" i "Fins on MTV i Beavis and Butt-head són considerats, Daria és una explosió indispensable d'aire fresc. Crec que estic enamorat."
La primera temporada va tindre cert èxit dins la cadena, però insuficient en relació als estàndards de les cadenes de televisió.
Emily Nussbaum va escriure a Slate.com que "la sèrie està morint sense aconseguir el crèdit que mereixia: per la sàtira social, el guió enginyós, i, per damunt de tot, per un personatge protagonista vertaderament original". Ella particularment senyalà per a admiració que tots els personatges foren encaminats a "molts diferents camins de la vida, basant-se en els seus prospectes econòmics," donant a la sèria un final ambigu; "[el final és] un poc clàssic: una divertida i enginyosa exploració de la classe social que la majoria de les pel·lícules per a adolescents representaria, bé, de manera caricaturitzada."
El 2002, TV Guide classificà al personatge Daria com la número 41 a la llista dels 50 millors personatges d'animació de tots els temps ("50 Greatest Cartoon Characters of All Time"). El desembre del 2013, The Daily Telegraph va incloure Daria a la seua llista dels "millors personatges femenins".

## Anàlisi
La sèrie assumia que l'audiència fora intel·ligent, presentant una crítica social i tractava a les dones joves de manera no condescendent. La sèrie es caracteritza per estar plena de referències intel·lectuals (com referències a Sartre i Fellini) i presentar una protagonista amb ús d'un vocabulari avançat. Ivins-Hulley (2014, p. 1199) comenta com Daria és un producte cultural que va contra la cultura general.
En els valors que transmet la sèrie, l'esforç col·lectiu és un aspecte que hi falta.
Ivins-Hulley (2014, p. 1201) considera que l'èxit de la sèrie entre el públic femení estatunidenc va ser donat pel clima social feminista creixent de l'era (com va ser el movimentriot grrrl).
L'episodi Arts n' Crass, el primer de la segona temporada, va aportar un missatge feminista contra els estàndards de bellesa i mostren una acció contra l'autoritat, en aquell cas el director de l'institut.
L'episodi Fizz Ed, de la cinquena temporada, va ser un comentari negatiu de les campanyes de begudes centrades en gent d'edat escolar en context que aquestes campanyes publicitàries tenien lloc, sent MTV una de les pròpies empreses que hi participaven.

## Producció
Amb els ingressos econòmics demostrats de la venda de merxandatge de la sèrie de dibuixos animats The Simpsons, Viacom invertí un any abans d'emetre's Dària 420 milions de dòlars en la producció d'obres d'animació de MTV, finançant així Dària. Quedà demostrat que aquestes eren les intencions darrere Dària per la venda de productes com llibres, camisetes i un rellotge.

## Popularitat
Ivins-Hulley (2014, p. 1199) comentà sobre com aquesta sèrie marcà part de la generació que va ser adolescent durant la dècada de 1990.
Va tindre èxit, inesperadament, entre el públic masculí a més del femení que ja s'esperava.
College Humor llançà un tràiler fals sobre una adaptació a pel·lícula de la sèrie.

## Productes derivats
- El diari-videojoc Daria’s Sick, Sad Life Planner[28] És un diari electrònic desenvolupat per Simon & Schuster Interactive. El seu contingut prové de la sèrie Daria.[29] Fou llançat al mercat el 1999. Inclou una temàtica per a l'escriptori i salva-pantalles.[30] Les seues funcions principals són: un calendari, una agenda de contactes i un diari.[31] Al diari The New York Times un crític escriví que malgrat ser una aficionada a la sèrie trobà el programa desagradable perquè impedia escriure qualsevol cosa entusiasta o optimista.[32] A The Washington Post també es va criticar negativament el programa.[31] A Newsweek fou descrit com a difícil d'utilitzar i amb una interfície molt poc utilitzable.[33] A Allgame fou criticat negativament considerant la monotonia del diari, l'avorriment general i que l'única cosa interessant és el salva-pantalles.[34]
- El videojoc per a ordinador personal Daria's Inferno[35]
- Daria - The Complete Animated Series: La sèrie (incloent les pel·lícules) fou llançada per a DVD l'any 2010 per Paramount Home Entertainment. Els DVDs inclouen uns extres: l'episodi pilot (Sealed With a Kick), el vídeo musical de la cançó "Freakin' Friends" de Mystik Spiral, unes intros, Top Ten Video Countdown amb la participació de Daria i Jane, entrevistes als responsables de la sèrie, un guió d'una història derivada sobre Mystik Sprial).[36]
- La veu de la protagonista està disponible per a donar les indicacions del GPS al TomTom i Garmin, llançada per NavTones.[37]